# Emil Petrovici
Emil Petrovici (ur. 1899, zm. 1968) – rumuński językoznawca i folklorysta. Wniósł wkład w rumuńską dialektologię.
W 1948 r. został wybrany członkiem tytularnym Academia Română.

## Wybrana twórczość
- Despre nazalitate în limba română
- Graiul carașovenilor
- Folclor din Valea Almajului (1935)
- Folclor de la moții din Scărișoara (1939)
- Note de folclor de la românii din Valea Mlavei (1942)
- Texte dialectale (Lipsk, 1943)
- Atlasul lingvistic român (współautorstwo)